# Pillán
El concepto de pillán (mapudungun pillañ) hace referencia a un tipo de espíritu poderoso e importante presente en la religión mapuche. Son considerados la representación de los antepasados de su pueblo. A través del culto a los pillanes, el Mapuche realiza el culto a los ancestros. 
Es uno de los cultos más importantes de la religiosidad mapuche junto al culto a los espíritus de la naturaleza denominados Ngen, y el culto a Ngenechén, el "Ser Supremo".
Debido a la influencia cristiana luego de la conquista española, se le consideró equivocadamente como sinónimo de demonio o ser maligno. Este significado predominó fuera de la cultura mapuche.

## Concepto
El pillán es un tipo de espíritu de los mapuche, y entre los espíritus, una de las divinidades más respetadas; aunque recordando que los mapuches distinguen a Ngenechén (Guenechén) como la deidad "gobernadora de los mapuches" o el equivalente actual de "Dios" para los mapuches. Estando el culto a los pillanes, más bien relacionado como un Culto a los ancestros del pueblo mapuche.
Los pillanes están relacionados estrechamente con el ser humano mapuche, ya que muchos de ellos corresponden a un fundador de un linaje o familia, y por ello los pillanes son sus antepasados, y relacionados con el origen del mapuche. Así cada familia antigua tenía su pillán que los sobrevigila y defiende a sus miembros. Por ello se hacían guillatunes o rogativos al pillán, para que beneficiaran al pueblo y para agradecerle por lo recibido. Igualmente el hombre mapuche como conclusión de su vida terrenal puede lograr convertirse en un pillán: si tuvo una gran descendencia que lo recuerde y que honre su memoria, y en vida siguió las tradiciones y leyes del Admapu (si es mujer puede llegar a convertirse en una wangulén).
A través de los pillanes y wangulén, no hay una separación neta entre el espíritu divino y los seres humanos; no solamente porque los segundos han sido en sus orígenes engendrados por los primeros, sino porque también pueden ellos mismos convertirse en pillán o wangulén.
Debido a la naturaleza de los pillanes, que igualmente castiga (o permiten a los wekufe castigar) con la sequía o las inundaciones, los terremotos, las enfermedades; y también debido a la influencia cristiana, muchas veces se le considera equívocamente como un ser del tipo maligno, una especie de espíritu, genio maligno o diablo que causa todos los males y catástrofes naturales.
Igualmente a los pillanes se les relaciona con los volcanes y montañas, ya que entre los pillanes que habitarian, junto a los demás seres vivos, en la Ñuke Mapu (en la madre Tierra); se dice que muchos pillanes ancestrales estarían habitando tras las montañas o en su interior. Por ello al pillán también se le relaciona frecuentemente como el ser que ocasionaría la furia de los volcanes (al igual que el Cherufe y otros seres); aunque verdaderamente los dueños y quien gobierna los volcanes, según la voluntad del Pu-am, serían los Ngen-winkul.

## Tipos de pillanes
Entre los pillanes, estos se pueden dividir en:
- Pillanes antiguos, que existirían desde antes que apareciera vida en el mapu (tierra).
- Pillanes de antepasados, que corresponden a espíritus de los antepasados humanos de los mapuches, que lograron transformarse en pillán.

## Leyenda
Los mapuches cuentan en sus leyendas diversas historias de los pillanes, y variaciones de estas historias, que se pueden recopilar y unir en:

### Origen de los primeros y antiguos pillanes
Al principio, cuando aún no existía el tiempo y el wenumapu era obscuro. En aquel lugar, a partir del Pu-am que despertó, se originaron los espíritus antiguos y entre ellos aparecieron los primeros pillanes. Así, los pillanes junto a los demás espíritus antiguos, habitaron el wenumapu desde antes que el tiempo tuviera su comienzo y lograron traer luz a aquel lugar. Ellos lograron traer la luz, ya que ellos son como estrellas resplandecientes de luces y de colores, porque la luz y el color son engendrados por los mismos espíritus antiguos.
Entre los pillanes estaba Antu, quien es el más poderoso entre ellos; y como tal decidió tomar a una wangulén como su propia inandomo (esposa preferida). Eso fue al comienzo de los tiempos, y desde entonces ha transcurrido un tiempo tan largo que nadie puede medirlo.

### La gran batalla entre los antiguos pillanes
Se dice que la decisión de Antu, de elegir a la wangulén llamada Kuyén como su propia inandomo, trajo problemas, ya que aunque las wangulén aceptaron la elección de Antu y se conformaron con su voluntad, también les trajo gran envidia hacia Kuyén. Como el descontento aumentaba con el paso del tiempo y otros pillanes estaban celosos del poder de Antu, estos últimos permitían y animaban a que las wangulén hablaran cada vez con más fuerza en contra de Antu.
Debido a los celos y la rivalidad que eran muy grandes, se empezó a perder la armonía en el wenumapu, y no se respetaba el admapu. Todo este mal era alimentado por el pillán Peripillán, quién sentía envidia del poder y el color de Antupillán.
Al ver la actitud de Peripillán, Antu decidió castigarlo, y con ello comenzó la gran lucha entre los pillanes; y así el resto de los pillanes y las wangulén tuvieron que unirse a la lucha. Como las fuerzas de la naturaleza aún no eran entregadas a los Ngen, los pillanes y las wangulén las utilizaron para combatir; lo cual trajo más desequilibrio al wenumapu y al resto del universo mapuche. Así el combate fue muy violento, y el efecto de esta lucha alcanzó a todo el mapu (tierra), que fue sacudido, y también alcanzó al minchemapu y al ankawenu, y lo revolvió todo. Esto último traería posteriormente como consecuencia que los wekufe y los laftrache, que hasta entonces habían quedado confinados en el minchemapu, puedan desde entonces recorrer también el mapu y el ankawenu.
La lucha entre los pillanes duraba tanto tiempo, que los hijos de los espíritus antiguos alcanzaron a crecer hasta ser mayores, para unirse a la batalla. Pero en medio de la batalla sus hijos decidieron que era tiempo de que ellos tomaran el lugar de sus padres. Así se convirtió en una lucha de cada hijo en contra de su padre, y de cada la hija en contra de su madre. Antu y Peripillán se enfurecieron al ver que no se les respetaba, y por ello agarraron a sus hijos, que eran unos gigantes, del cabello largo que coronaba sus cabezas; y luego con fuerza fueron lanzados por entre densas nubes sobre la pedregosa mapu (tierra), que recién estaba siendo creada por Elmapu. Al caer, los enormes cuerpos de los hijos de los pillanes se destrozaron. Productos de esos impactos se arrancaron tremendos fragmentos de montañas y destruían las cumbres de los cerros y dejaron huellas en la superficie de la tierra, y los restos de sus macizos cuerpos formaron montañas o se enterraron profundamente, dejando inmensas profundidades que serían los numerosos lagos que existen en Chile. 
Posteriormente y posiblemente debido a estos hechos, Antu y sus aliados lograron prevalecer; y así pudieron dominar a las fuerzas de Peripillán. Debido a la furia que tenía Antu, Peripillán y sus aliados fueron arrojados al mapu (tierra). Luego Antu pisoteó los cuerpos de los pillanes derrotados y tendidos sobre la superficie del mapu, hasta que se hundieron en la superficie de la tierra, hasta que alcanzaron la profundidad del mapu. Sin embargo la ira de Antu todavía no había cesado. Entonces levantó las piedras, y las rocas, y las montañas, y las echó encima de donde estaban sepultados los cuerpos; y así se formaron grandes cadenas de cerros encima de los pillanes vencidos. Como Peripillán era el más poderoso de todos ellos, Antü echó sobre su cuerpo las rocas más grandes, formando de este modo lo que sería el volcán Osorno. 
Este castigo casi apagó la multitud de luces de estos pillanes, quedando todas sus luces convertidas en una: la luz del fuego, similar a la de Peripillán. Debido a que desde entonces tratan inútilmente de arrancarse, ocasionan con ello que el mapu entero se sacuda por sus movimientos; y si sus cuerpos de llamas logran atravesar las montañas hasta alcanzar las cumbres más elevadas, por allí logran sacar un brazo o una mano que se resbala por los costados del volcán, como unas enormes culebras de fuego (lava). Pero todo es inútil, ya que no se puede evitar el castigo de Antü; y sus cuerpos, en lugar de convertirse en luz y llegar al wenumapu, se apagan y se convierten en piedra.
Luego, al querer Antu castigar a las wangulén vencidas en ambas batallas, éstas se pusieron a llorar y a implorar su perdón, y lloraron tanto, que sus lágrimas se convirtieron en toda el agua que existen en el mapu. Debido a ello, Antu se apiadó de ellas y como castigo sólo les disminuyó sus luces, dejándolas como el brillo de simples estrellas.

### La recuperación del equilibrio
Luego de la gran batalla y los castigos dados a los perdedores, las madres wangulén lloraron cuando vieron los cuerpos despedazados de sus hijos, y empezaron a lamentarse y a llorar. Debido a ello el espíritu Pu-am se conmovió, y decidió recuperar el equilibrio. Por ello decidió primeramente que los cuerpos volvieran a llenarse de vida. Si bien Pu-am permitió que volvieran a ser seres completos y habitaran el mapu, no permitió que recuperaran su forma antigua, y los castigó reencarnándolos en otras formas. Así fue como el hijo de Peripillán fue convertido en una inmensa culebra cuyo nombre es Kaykayfilú y el hijo de Antü fue convertido en otra inmensa culebra cuyo nombre es Trentrenfilú. Referentes a sus Padres Pillanes vencidos, al igual que a Peripillán, los dejó que permanecieran encerrados dentro de los diferentes volcanes del Mapu, custodiados por los Ngen-winkul. Posteriormente, Pu-am decidió que cada espíritu quedara en su lugar y cumpliera su propósito, y que todos cumplieran con el admapu. Producto de esta orden, Elche decidiría posteriormente crear al hombre; y, como en el origen mitológico del mapuche este pueblo está relacionado con los pillanes y las wangulén, el mapuche tiene la posibilidad de poder llegar a ser uno de ellos.
Es así, como desde el wenumapu, cada antepasado pillán da guía y vela por el bienestar en cada una de sus familias descendientes respectivamente; siempre y cuando sus descendientes en el Mapu (Tierra), los recuerden y respeten las leyes del admapu.